# Zagurevići
Zagurević odnosno Zagorević, jedna od najznačajnijih obitelji s istočne obale Jadrana u Mlecima. Palača obitelji Zagurevića (palazzo Zaguri) se nalazila u središnjem mletačkom podruĉju. Blizu nje bili su most, kanal i ulica koji su nosili ime njihove obitelji. Poznati pripadnici su tiskar Jerolim Zagurević i pjesnik Ilija Zagurević, po majci je Zagurević Ivan Bolica, zatim Anđeo Zagurević i Ivan Zagurević. Dvojica braće spominju se kao naručitelji trećeg hrvatskog izdanja Ledesmina Nauka karstianskog; tiskano je kod C. Zanettija u Veneciji 1583. na ćirilici (tipu dosta približenom bosanskom) i bilo je izričito namijenjeno župama dubrovačkoga zaleđa. Iz bokotorske obitelji Zagurović su sv. Petilovrijenci, što je zajednički naziv za kotorske kršćanske mučenike braću Petra, Andriju i Lovra, čiji se blagdan slavi 7. srpnja. Prema Lenki Blehovoj-Čelebić, braća potječu iz zatona Žanjica (s gradom Rose) i da su nastradala 840. godine od Saracena. Prema Stjepčeviću, obitelj Zaguri pojavila se u Kotoru tek u prvoj polovici 14. stoljeća. Po tom nadnevku od 840., najstariji su hrvatski svetci. Dubrovčanin nadbiskup Vital Ovčarević/Gučetić je u Žanjici (nasuprot rtu Oštro) 28. rujna 1026. dao otkopati i u Dubrovnik donijeti moći svete braće. Oltar im se nalazi u dubrovačkoj Katedrali. Braći je stoljećima bila posvećena crkva na Placi, koje je poslije srušena. Moći su im prenesene u Katedralu Blažene Djevice Marije, a na te najstarije hrvatske svece i njihovu bivšu crkvu, uspomenu čuva ulica Petilovrijenci.